# Metazygia souza
Metazygia souza là một loài nhện trong họ Araneidae.
Loài này thuộc chi Metazygia. Metazygia souza được Herbert Walter Levi miêu tả năm 1995.